# 房湖
房湖位於四川省廣漢市雒城鎮，文物遺址年代判定為唐。1991年4月16日公佈為四川省第三批文物保護單位。
唐肃宗时房琯任汉州刺史时开凿房湖。明代以后淤塞成农田。1927年重新開鑿房湖。房湖為清白江流域一部分。